# Deutsche Bank
Deutsche Bank AG je největší německá banka se sídlem ve Frankfurtu nad Mohanem. Založena byla v roce 1870. 
Sídlí v dvojici mrakodrapů Deutsche-Bank-Hochhaus, ty jsou obě vysoké 155 metrů a byly postaveny v roce 1984.
Banka má pobočky po celém světě, nejdůležitější jsou v Londýně, New Yorku, Singapuru, Hongkongu a Sydney. V německu má banka 44 600 zaměstnanců.
Pobočku má i v Praze.
V Itálii má banka druhý největší počet klientů po Německu.